# 中華民國湖南省軍政府
中華民國湖南省軍政府是武昌起義成功後、1911年10月23日於湖南成立的革命軍政府，武裝力量是焦達峰、陳作新所領導的湖南新軍。

## 歷史
1911年4月，焦达峰圖謀響應廣州黃花崗起義，未果而避居武漢。與湖北共進會孫武、居正等商議兩湖起義，訂下「長沙先發難，武漢立即響應；武漢先發難，長沙立即響應」之盟約。
1911年10月22日，焦达峰與陳作新率湖南新軍最先響應武昌起義，攻佔長沙，次日建立湖南軍政府，被推舉為都督。
1911年10月28日，焦达峰派出援鄂軍從長沙出發支援武昌。
1911年10月31日，焦达峰被從邵陽趕到長沙的新軍第25混成協第50標第2營管帶梅馨殺害，同一天陳作新也被殺害。隨後梅馨迎立譚延闓任湖南都督。
1912年1月1日，中華民國成立，湖南省成為中華民國中的一省。中華民國臨時總統孫中山在南京追授焦達峰大將軍銜，遺體安葬於長沙嶽麓山。

## 國旗
辛亥革命時期，各省革命軍使用的旗幟並不一致。其中，廣東省與廣西、福建、雲南及貴州省沿襲同盟會傳統，使用青天白日旗。陳炯明在惠州舉兵時曾採用藍白井字旗，會師廣州後，未再使用。
然而與此同時，其他省份之革命軍所使用的旗幟不盡相同。湖北、湖南、江西省跟隨共進會使用鐵血十八星旗，代表十八行省；江蘇省、浙江省、安徽省的中国同盟会則使用五色旗，以代表五族共和。
後來，中華民國於民國元年（1912年）1月1日在南京肇建，1月2日起各省都督府代表聯合會代行中華民國臨時參議院職權。1月10日，各省都督府代表聯合會決議以五色旗作為中華民國國旗，取紅、黃、藍、白、黑五色，代表漢、滿、蒙、回、藏五族共和之意；定铁血十八星旗為陸軍旗，青天白日紅旗為海軍旗，請孫中山頒行全國:16:10。

藍白井字旗

- 鐵血十八星旗，除湖北以外湖南、江西省共進會使用。日後成為中華民國陸軍旗。
- 五色旗，江蘇、浙江、安徽省的同盟會使用。日後成為中華民國國旗。
- 青天白日旗，廣東、廣西、福建、雲南、貴州省同盟會使用。
- 红橙旗，长沙光复后曾使用[3]
- 八卦太极旗，山西光复后用旗
- 中字旗，昆明重九起义胜利后使用
- “漢”字黃旗，雲南箇旧辛亥光復後使用
- 白旗，浙江各地光复时使用[4]
- 人字旗，安徽安庆韩衍为青年军设计[5]
- 井字旗，广东陈炯明领导的循军使用[6]
- 大漢旗，大漢四川軍政府使用

## 外交關係

### 與中華民國湖北軍政府的關係
11月7日，為聯絡革命聲勢、統一鬥爭，中華民國軍政府鄂軍都督府都督黎元洪致電湖南在內的獨立各省，徵詢組織中華民國臨時政府的意見，9日，黎元洪再次通電湖南省軍政府在內的各省都督府，請迅速派代表到武漢，商議組織臨時政府問題。